# 约翰·哥特弗里德·沙都

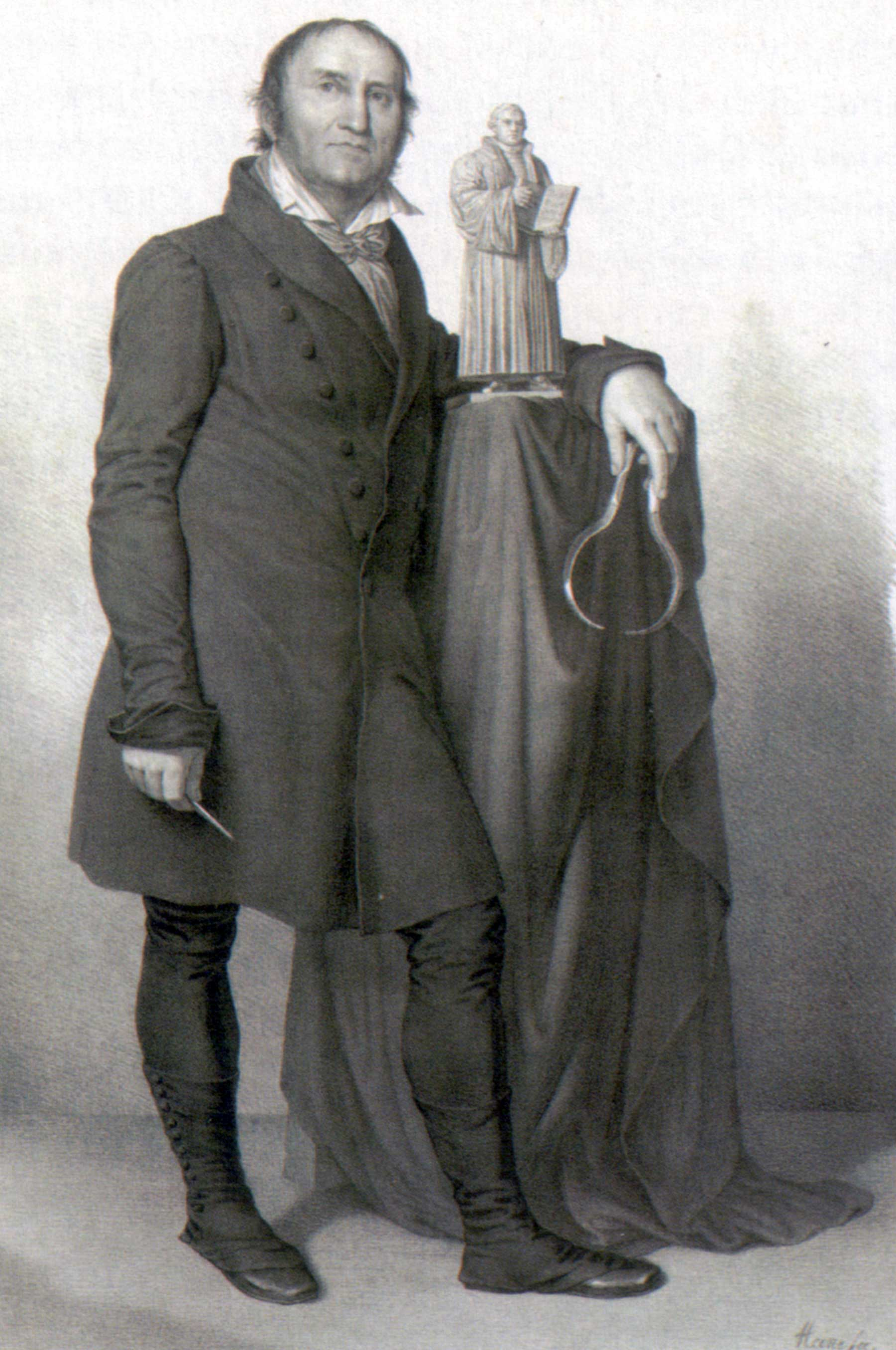
Lithographic print (1830) of Johann Gottfried Schadow

约翰·哥特弗里德·沙都（Johann Gottfried Schadow，1764年5月20日—1850年1月27日)，德国雕塑家。他创作的最著名作品之一是Prinzessinengruppe，现藏于柏林旧国家画廊。

## 生平

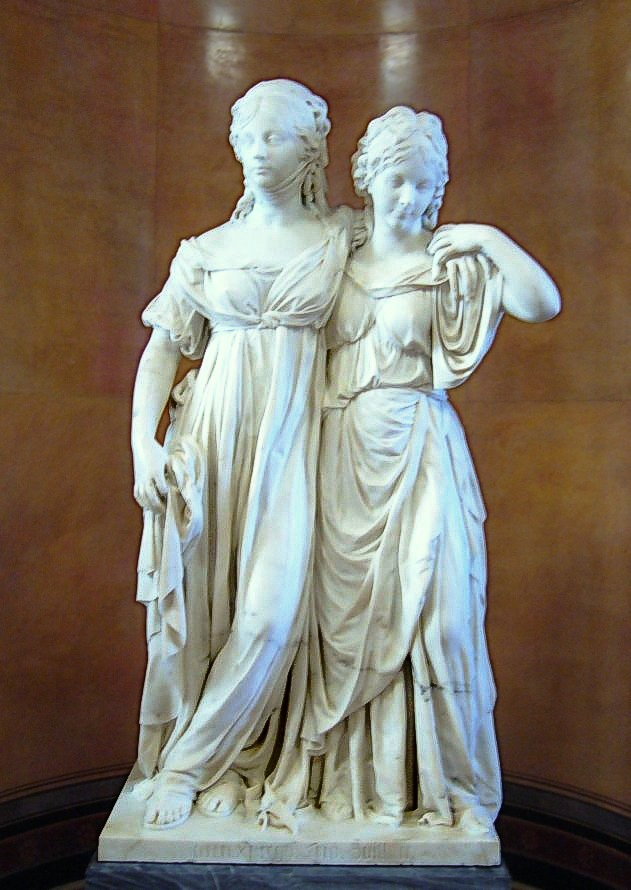
The Prinzessinengruppe: Schadow's famous statue of Friederica (right), with her sister(left), Louise

约翰·哥特弗里德·沙都出生于柏林，他的父亲是一位贫穷的裁缝，而其艺术启蒙老师是吉恩·皮尔·安托万·塔萨特